# Зиборева, Валентина Ивановна
Валентина Ивановна Зиборева — советский хозяйственный и политический деятель.

## Биография
Родилась в 1915 году. Член КПСС с 1955.
В 1931—1944 гг. — свинарка совхоза «Лузино» в Омской области РСФСР.
В 1944—1970 гг. — доярка государственного племенного завода имени Стрельниковой Аламединского района Киргизской ССР.
Избиралась депутатом Верховного Совета СССР 6-го созыва.
Жила в Киргизской ССР.

## Награды
- Орден Ленина
- Орден Трудового Красного Знамени